# Padergnone
Padergnone là một đô thị ở tỉnh Trento ở vùng Trentino-Alto Adige/Südtirol của Ý, tọa lạc cách 10 km về phía tây của Trento. Tại thời điểm ngày 31 tháng 12 năm 2004, đô thị này có dân số 603 người và diện tích là 3,6 km².
Padergnone giáp các đô thị: Trento, Vezzano và Calavino.